# Filipiny na Letnich Igrzyskach Paraolimpijskich 2008
Filipiny na Letnich Igrzyskach paraolimpijskich w Pekinie reprezentowało 3 zawodników.

## Medale
Filipiny nie zdobyły żadnego medalu